# Мунаев, Иса Ахьядович
Иса́ Ахья́дович Муна́ев (чечен. Мунаев Ахьядий Ӏиса; 20 мая 1965, Янди, Ачхой-Мартановский район — 1 февраля 2015, Чернухино) — участник первой и второй российско-чеченских войн, а также войны на востоке Украины. Бригадный генерал Вооружённых Сил Чеченской Республики Ичкерия. В Первой чеченской войне — командир 1-го штурмового батальона имени Леми Мунаева, во Второй чеченской войне — комендант Грозного и командующий Юго-Западного сектора обороны Чеченской Республики. С 2014 года участвовал в конфликте на востоке Украины в числе чеченских добровольцев в качестве командира батальона имени Джохара Дудаева. Погиб в ходе боёв за Дебальцево от разрыва снаряда.

## Биография
Родился 20 мая 1965 года на территории Ачхой-Мартановского района Чечено-Ингушской АССР. О месте рождения нет определённых данных: в одних источниках указывается село Алхан-Кала, в других — село Янди (в Алхан-Калу Мунаев якобы перебрался с семьёй в 1977 году).
В 18 лет был призван в армию. По неподтверждённым данным, Мунаев 2 года воевал в Афганистане, в составе ОКСВА.
В годы Первой российско-чеченской войны Мунаев воевал в рядах ВС ЧРИ. Был командиром 1-го штурмового батальона имени Леми Мунаева, имел звание полковника милиции. В межвоенные годы руководил ОВД Заводского района Грозного. В 1999 году назначен Асланом Масхадовым на пост коменданта Грозного. В 1999 году назначен военным комендантом республики.
После начала Второй чеченской войны руководил подготовкой к обороне Грозного. Российские СМИ распространяли информацию о ликвидации Мунаева федеральными силами в 2000 году, однако она оказалась ложной. В 2001 году Мунаев был назначен командиром Юго-Западного сектора обороны. В 2006 году после тяжёлого ранения был тайно вывезен своими единомышленниками в Европу (по словам М. М. Вачагаева — в Грузию и Турцию) на лечение, а потом в Данию, где получил политическое убежище и гражданство по натурализации. Был председателем общественно-политического движения «Свободный Кавказ», а также «генеральным прокурором правительства Ичкерии в изгнании».

### Украина
В марте 2014 года во время политического кризиса на востоке Украины при поддержке украинских военных, выделивших ему партию стрелкового оружия, создал и возглавил батальон имени Джохара Дудаева, для участия в боях против силовых структур ДНР, ЛНР.
Утром, 1 февраля 2015 года, во время боёв в районе Дебальцево, Иса Мунаев погиб под миномётным обстрелом вооружённых сил ДНР.
О смерти Мунаева 2 февраля 2015 года сообщил командир батальона «Донбасс» Семён Семенченко. Незадолго до гибели хотел принять украинское гражданство.
6 февраля 2015 года в Киеве на Майдане Независимости состоялся митинг-реквием по Исе Мунаеву.
Со слов Главы Чеченской Республики Рамзана Кадырова, бригадного генерала ЧРИ Ису Мунаева убили по поручению СБУ и ЦРУ. Об этом он написал в своём Instagram.
Похоронен 8 февраля в городе Днепропетровске.
С 12 октября 2017 года решением Киеврады одна из новых улиц в Деснянском районе города носит его имя.

## Награды
- Орден «Народный Герой Украины»[укр.] (посмертно)